# De Wereld van BNNVARA
De Wereld van BNNVARA is een radioprogramma van de Nederlandse publieke omroep BNNVARA (voorheen BNN). Het programma werd tot 2018 gepresenteerd door Wouter Bouwman. Hij was de opvolger van Thijs Maalderink. Van september 2012 tot december 2013 werd het programma gepresenteerd door Filemon Wesselink en heette het programma De Wereld van Filemon. 
In januari 2021 werd bekend dat het programma terugkeerde op de radio, nu gepresenteerd door Stephan Komduur. Tot eind 2022 presenteerde Mai Verbij het programma. Vanaf 2023 nam Rosa Wierda de presentatie van De Wereld van BNNVARA over.

## Inhoud
In het programma interviewt de presentator via de telefoon een aantal in het buitenland woonachtige Nederlanders over het leven en de cultuur in die landen. Het format lijkt op Wereldnet, maar de correspondenten zijn jonger en de onderwerpen sluiten beter aan bij de jongere doelgroep.